# ستان ساکای
استان ساکای (انگلیسی: Stan Sakai؛ زادهٔ ۲۵ مهٔ ۱۹۵۳) کارتونیست اهل ایالات متحده آمریکا است.